# Карсак-де-Гюрсон
Карса́к-де-Гюрсо́н (фр. Carsac-de-Gurson) — коммуна во Франции, находится в регионе Аквитания. Департамент — Дордонь. Входит в состав кантона Пеи-де-Монтень и Гюрсон. Округ коммуны — Бержерак.
Код INSEE коммуны — 24083.

## География

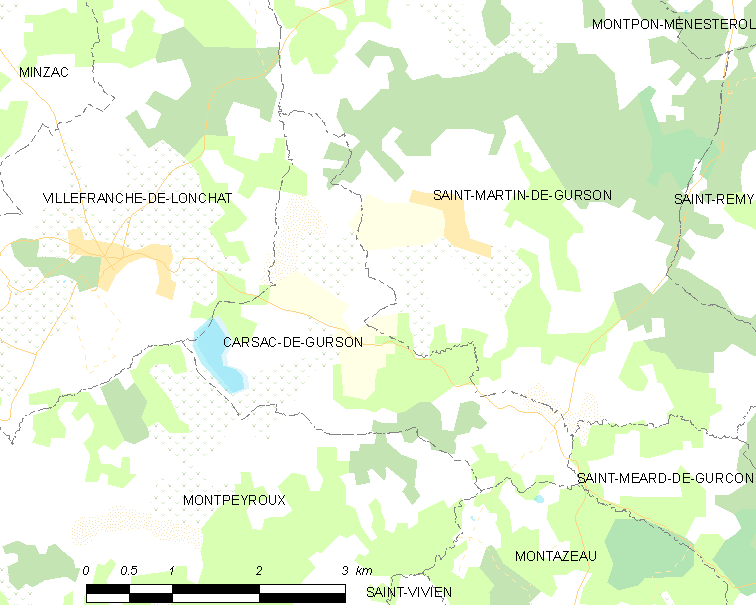
Карта коммуны

Коммуна находится приблизительно в 470 км южнее Парижа, в 55 км восточнее Бордо, в 60 км юго-западнее Перигё.
На юго-востоке коммуны протекает река Лидуар, а на юго-западе расположено озеро Гюрсон.

### Климат
Климат умеренный океанический со средним уровнем осадков, которые выпадают преимущественно зимой. Лето здесь долгое и тёплое, однако также довольно влажное, здесь не бывает регулярных периодов летней засухи. Средняя температура января — 5 °C, июля — 18 °C. Изредка вследствие стечения неблагоприятных погодных условий может наблюдаться непродолжительная засуха или случаются поздние заморозки. Климат меняется очень часто, как в течение сезона, так и год от года.

## Население
Население коммуны на 2010 год составляло 196 человек.
| 1962 | 1968 | 1975 | 1982 | 1990 | 1999 | 2010 |
| ---- | ---- | ---- | ---- | ---- | ---- | ---- |
| 259  | 238  | 218  | 209  | 175  | 189  | 196  |

## Администрация
| Период | Период | Фамилия       | Партия       | Примечания     |
| ------ | ------ | ------------- | ------------ | -------------- |
| 1995   | 2008   | Жан Жермен    |              |                |
| 2008   | 2014   | Жиль Ганш     | беспартийный | столяр-плотник |
| 2014   | 2020   | Жан-Пьер Майё |              |                |

## Экономика
В 2010 году среди 105 человек трудоспособного возраста (15-64 лет) 82 были экономически активными, 23 — неактивными (показатель активности — 78,1 %, в 1999 году было 65,1 %). Из 82 активных жителей работали 72 человека (34 мужчины и 38 женщин), безработных было 10 (5 мужчин и 5 женщин). Среди 23 неактивных 3 человека были учениками или студентами, 11 — пенсионерами, 9 были неактивными по другим причинам.

## Достопримечательности
- Руины замка Гюрсон (XII век). Исторический памятник с 1948 года[5]
- Церковь Св. Петра (XII век). Исторический памятник с 1940 года[6]

## Фотогалерея

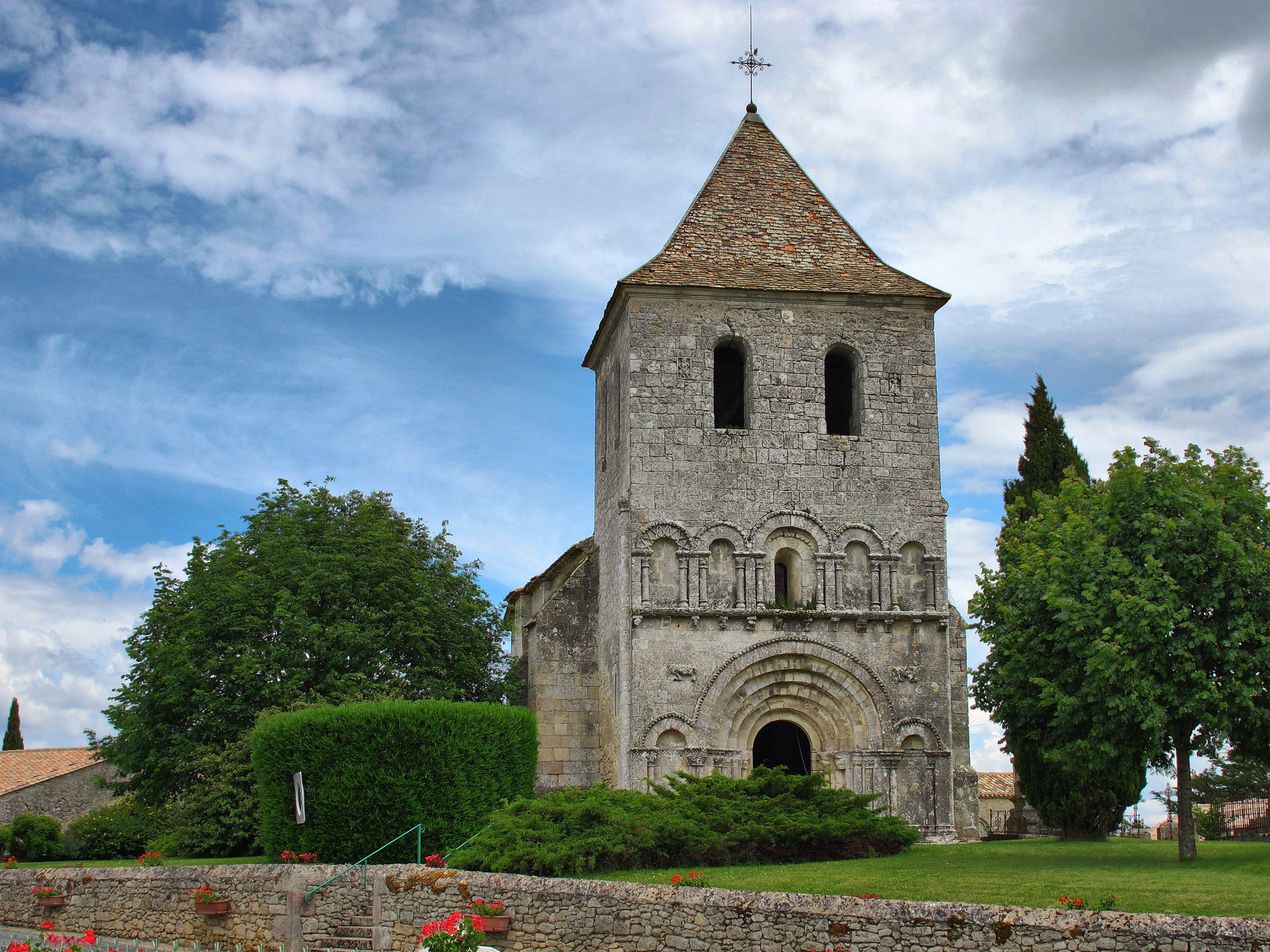
Церковь Св. Петра
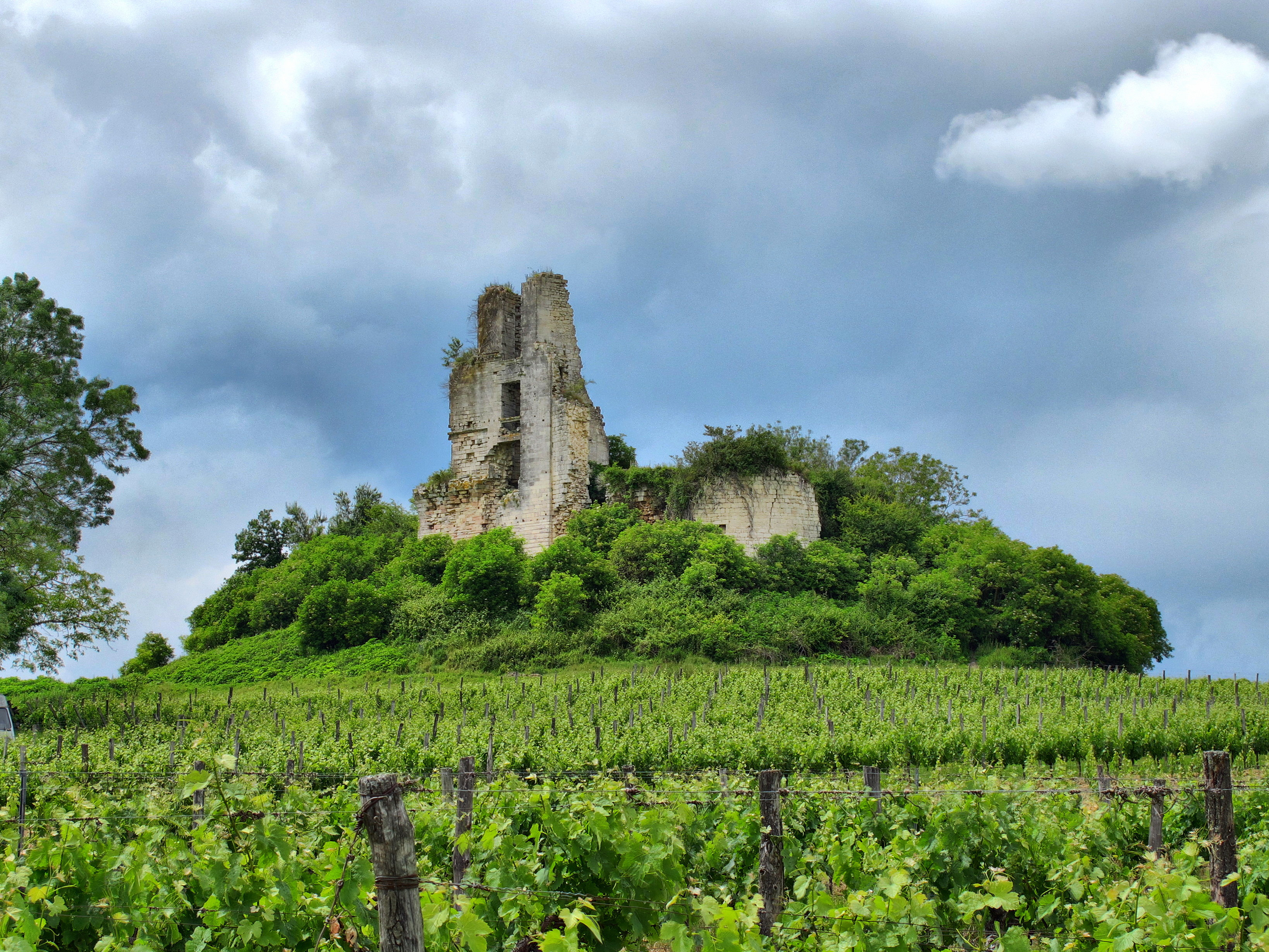
Руины замка Гюрсон